# Mauremys rivulata
La tortuga del Caspio occidental o de los Balcanes (Mauremys rivulata) es una especie de tortuga de la familia Geoemydidae. Se encuentra en la región del Mediterráneo oriental. Aunque técnicamente son omnívoras, se sabe que las tortugas prefieren la carne. Pueden crecer hasta 25 cm de largo de caparazón, aunque las crías suelen medir sólo de 3 a 4 cm de largo.

## Distribución
Se encuentra en la península de los Balcanes (Albania, Bosnia y Herzegovina, Bulgaria, Croacia, Macedonia del Norte, Montenegro, Serbia, Grecia), varias islas del Mediterráneo, incluidas Creta, Lesbos y Chipre, y en Oriente Medio (Israel, Jordania, Líbano, Siria, Turquía). En algunas islas griegas y turcas donde se encuentran las tortugas acuáticas, pueden estar amenazadas de extirpación.

## Descripción física

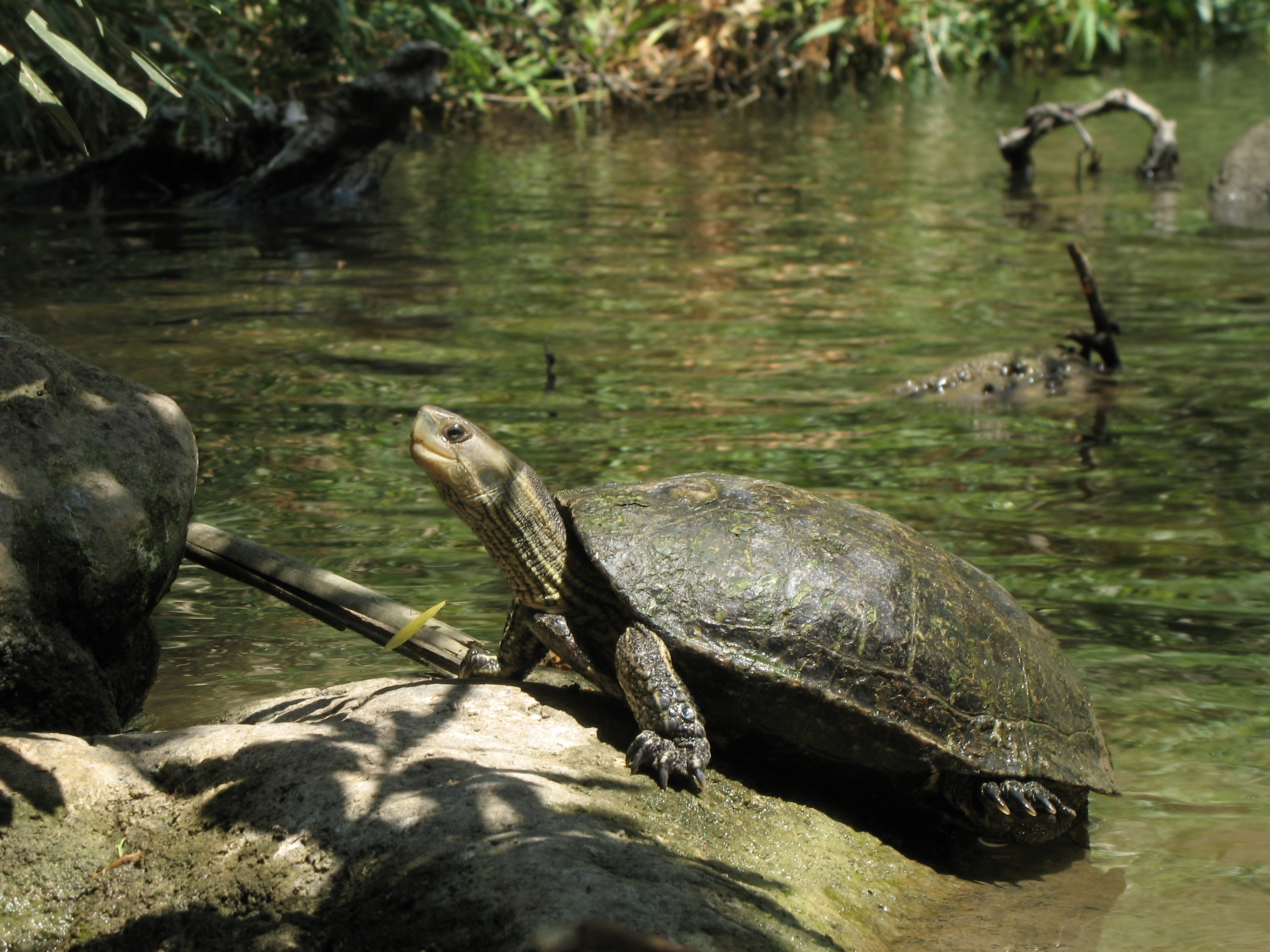
Galápago balcánico emergiendo de un río.

Mauremys rivulata son bastante grandes, con una longitud de caparazón de hasta 25 cm (9,8 plg); las crías de tortugas de esta especie suelen medir entre 3 y 4 centímetros (1,2 y 1,6 plg) de longitud. La longitud media del caparazón estrecho es de aproximadamente 15 cm (5,9 plg); las hembras son un poco más grandes. Los caparazones de las tortugas acuáticas son de color negro a verde oliva, y el plastrón (el caparazón del vientre) negro, aunque este último frecuentemente se desvanece a medida que las tortugas envejecen. La especie también tiene líneas horizontales amarillentas que recorren el cuello y las extremidades.

## Hábitat y ecología
La especie vive principalmente en tierras bajas, aunque se han registrado tortugas acuáticas hasta 900 metros (2952,8 pies) sobre el nivel del mar. Se encuentran en hábitats de humedales, incluidos pantanos, ríos y estanques, aunque ponen sus huevos en regiones de pastizales.
Mauremys rivulata es presa de aves grandes y mamíferos depredadores como la mangosta, que también se alimenta de los huevos de las tortugas acuáticas, aunque los carnívoros más pequeños pueden cazar tortugas más jóvenes con caparazones más blandos.

## Dieta
Mauremys rivulata es una especie omnívora que se alimenta tanto de plantas como de animales, aunque está documentada una preferencia por la carne. Las tortugas acuáticas jóvenes comerán pequeños invertebrados, así como pequeñas larvas o cadáveres de anfibios; Se sabe que las tortugas adultas también comen algas y plantas acuáticas.

## Interacciones con humanos
El comportamiento humano que afecta el hábitat de la especie ha provocado una disminución de la población. Los mayores efectos provienen de la urbanización, los proyectos de ingeniería hidráulica y los residuos industriales de la construcción.
En la parte norte de su área de distribución, la especie puede hibernar durante el invierno. Aunque las tortugas acuáticas pueden aceptar el pan ofrecido por los humanos, no tienen las enzimas necesarias para digerirlo y, por lo tanto, dichas ofrendas son malas para su salud.

### Citas
1. ↑  van Dijk, P. P.; Lymberakis, P.; Ajtic, R.; Tok, V.; Ugurtas, I.; Sevinç, M.; Haxhiu, I. (2004). «Mauremys rivulata». Lista Roja de la UICN (en inglés) (IUCN) 2004: e.T158470A5200041.
2. ↑  Rhodin et al., 2010, p. 000.112.
3. ↑  Uetz, P. & Jirí Hošek (ed.). «Mauremys rivulata». Reptile Database (en inglés). Reptarium.
4. 1 2 3  Broggi, Mario F. (23 de agosto de 2023). «Occurrence and tentative population status of the Balkan Terrapin (Mauremys rivulata, Valenciennes, 1833) on Greek islands». Herpetozoa 36: 233-247. ISSN 2682-955X. doi:10.3897/herpetozoa.36.e100533.
5. ↑  Metin, K.; Koca, Y. Başimoğlu; Kiral, F. Kargin; Koca, S.; Türkozan, O. (2008). «Blood Cell Morphology and Plasma Biochemistry of Captive Mauremys caspica (Gmelin, 1774) and Mauremys rivulata (Valenciennes, 1833)». Acta Veterinaria Brno (en inglés) 77 (2): 163-174. ISSN 0001-7213. doi:10.2754/avb200877020163.
6. 1 2 3 4 5  Štih, Ana; Koren, Toni; Zadravec, Mladen (2015). The Balkan Terrapin - secretive resident of southern Croatia. The City of Dubrovnik; Croatian Herpetological Society. ISBN 978-953-95256-1-1.
7. ↑  Chelazzi, G.; Naziridis, T.; Benvenuti, S.; Ugolini, A.; Crivelli, A. J. (3 de mayo de 2006). «Use of river‐wetland habitats in a declining population of the terrapin ( Mauremys rivulata ) along the Strymon River, northern Greece». Journal of Zoology (en inglés) 271 (2): 154-161. ISSN 0952-8369. doi:10.1111/j.1469-7998.2006.00193.x.
8. ↑  . Nature knows no Boundaries: Rufford Small Conference in Bosnia and Herzegovina. Marzo de 2016. ISBN 978-953-95256-3-5.